# Morchellaceae
Famille
Les Morchellaceae sont une famille de champignons de l'ordre des Pezizales. C'est la famille d'ascomycètes la plus connue[réf. nécessaire] : on y trouve les morilles, excellents comestibles, les morillons et les verpes et les trois espèces du genre Disciotis présentant une morphologie de pézize, d’où le nom vernaculaire de Pézize veinée[réf. nécessaire].

## Taxinomie
Description par Reichenbach en 1834 en tant que tribu des Morchellini.

## Liste des genres
Cette famille est constituée des genres suivants :
- genre Costantinella ;
- genre Disciotis - Pézize veinée ;
- genre Imaia ;
- genre Kalapuya ;
- genre Mitrophora - Morillon ;
- genre Morchella  - Morille ;
- genre Verpa - Verpe.